# Friedrich von Mellenthin
Friedrich von Mellenthin (30 de agosto de 1904 – 28 de junho de 1997) foi um general alemão durante a Segunda Guerra Mundial. Participante da maioria das principais campanhas da guerra, tornou-se conhecido posteriormente por suas memórias Panzer Battles ("Batalhas Panzer"), publicadas pela primeira vez em 1956 e reimpressas várias vezes desde então.
As obras de Mellenthin faziam parte do gênero de memórias exculpatórias que alimentavam a narrativa revisionista do pós-guerra, apresentada por ex-generais da Wehrmacht. Panzer Battles foi fundamental na formação dos equívocos que influenciaram a visão dos EUA das operações militares da Frente Oriental até 1995, quando as fontes de arquivo soviéticas ficaram disponíveis para historiadores ocidentais e russos.

## Biografia
Mellenthin nasceu em Breslau, vindo da antiga família nobre da Pomerânia von Mellenthin e cresceu nas propriedades da família Mellenthin e Lienichen. Como seu pai Paul von Mellenthin (1866-1918), que morreu como tenente-coronel durante a última ofensiva na Frente Ocidental perto de Tournai, e seu irmão mais velho Horst von Mellenthin, que iria ascender ao posto de general de artilharia na Wehrmacht (General der Artillerie, 3 estrelas), ele embarcou na carreira de oficial. Em 1924, Friedrich von Mellenthin alistou-se no Reichsheer da então República de Weimar; em 1932 casou-se com Ingeborg von Aulock. Ele foi designado para a Academia de Guerra Prussiana em 1935. Entre 1937 e junho de 1941, Mellenthin ocupou vários cargos de estado-maior do Exército; em junho de 1941, Mellenthin foi enviado para o norte da África, onde serviu como terceiro oficial do estado-maior (Ic) no estado-maior de Erwin Rommel no Afrika Korps até setembro de 1942.
Até maio de 1944, Mellenthin serviu como chefe de gabinete do XXXXVIII Corpo Panzer na União Soviética ocupada, sob o comando do general Hermann Balck, incluindo a Batalha de Kursk, a Batalha de Kiev (1943) e a retirada da primavera de 1944 pelo oeste da Ucrânia . Em setembro de 1944, Mellenthin seguiu Balck para o 4º Exército Panzer e depois para o Grupo de Exércitos G no leste da França. Em 28 de dezembro, Mellenthin recebeu o comando da 9ª Divisão Panzer, que estava então envolvida na Batalha do Bulge. De março a maio de 1945 foi chefe do Estado Maior do 5º Exército Panzer.
Mellenthin rendeu-se ao Exército Britânico em 3 de maio de 1945, e passou dois anos e meio em um campo de internação. Após sua libertação, Mellenthin emigrou para a África do Sul, fundou a Trek Airways, trabalhou em conjunto com a Luxair e representou a Lufthansa na África de 1961 a 1969. Ele morreu em Joanesburgo em 1997.

## Autoria e recepção
O livro de Mellenthin Panzerschlachten, traduzido para o inglês como Panzer Battles, documenta as campanhas da Wehrmacht nas quais ele participou. O livro foi reimpresso seis vezes nos EUA entre 1956 e 1976 e continua a ser popular entre os leitores que romantizam o esforço de guerra alemão. A veracidade da narrative em Panzer Battles de Mellenthin e outros trabalhos tem sido questionada ao longo dos anos. O historiador Wolfram Wette lista Mellenthin no grupo de generais alemães que escreveram estudos apologéticos e acríticos sobre a Segunda Guerra Mundial, ao lado de Ferdinand Heim, Kurt von Tippelskirch, Waldemar Erfurth e outros.
Os críticos apontam que Mellenthin tende a minimizar as falhas da Wehrmacht enquanto exalta as qualidades de combate do soldado alemão. Os historiadores Ronald Smelser e Edward J. Davies caracterizaram as obras de Mellenthin como parte do gênero "memórias exculpatórias" que alimentou a narrativa revisionista do pós-guerra, ao lado dos livros de Erich von Manstein, Heinz Guderian, Hans Rudel e Hans von Luck. Mellenthin atribui a derrota da Wehrmacht apenas às vantagens soviéticas em homens e material, descrevendo o Exército Vermelho como um "inimigo implacável, possuidor de recursos imensos e aparentemente inesgotáveis". Como resultado, de acordo com Mellenthin, as "ondas intermináveis de homens e tanques" acabaram "submergindo" a Wehrmacht supostamente superior.
Os adversários da Wehrmacht na Frente Oriental são consistentemente retratados em termos depreciativos e raciais, inclusive em uma seção dedicada à "Psicologia do Soldado Russo". De acordo com Mellenthin, o "soldado russo" é um "ser primitivo", caracterizado por "lentidão mental" e sem "equilíbrio religioso ou moral". Ele os descreve como "asiáticos" "primitivos".
Panzer Battles foi fundamental para formar os equívocos que influenciaram a visão norte-americana das operações militares da Frente Oriental até 1995, quando as fontes de arquivo soviéticas se tornaram disponíveis para historiadores ocidentais e russos. O historiador Robert Citino observa a natureza influente das obras de Mellenthin em moldar as percepções sobre o Exército Vermelho no Ocidente como "uma horda sem rosto e de mente estúpida", cuja ideia de arte militar era "esmagar tudo em seu caminho através de números, força bruta e tamanho puro". Citino inclui Panzer Battles entre as memórias dos oficiais alemães que são "na melhor das hipóteses não confiáveis e na pior deliberadamente enganosas".

## Obras
- Panzer Battles: A Study of the Employment of Armor in the Second World War. First Ballantine Books Edition (1971). New York: Ballantine Books. ISBN 0-345-24440-0
- German Generals of World War II: As I Saw Them (1977). Norman: University of Oklahoma Press.
- R. H. S. Stolfi, E. Sobik: NATO Under Attack: Why the Western Alliance Can Fight Outnumbered and Win in Central Europe Without Nuclear Weapons. Duke Press Policy Studies, 1984.
- Schach dem Schicksal. Ein deutscher Generalstabsoffizier berichtet von seiner Herkunft, seinem Einsatz im 2. Weltkrieg und seinem beruflichen Neubeginn nach dem Kriege. In: Soldatenschicksale des 20. Jahrhunderts als Geschichtsquelle. Bd. 11, Osnabrück 1988, ISBN 3-7648-1729-1.